# 류가사키번
류가사키 번(일본어: 龍ヶ崎藩 류가사키한[*])은 히타치국 고치군 류가사키촌(지금의 이바라키현 류가사키시)에 존재한 번이다. 번청은 류가사키 진야.

## 역대 지번사
요네키쓰가
후다이 1만 1천석
1. 요네키쓰 마사토시(米津政敏) 재위 1871년